# Mosannona garwoodiae
Mosannona garwoodiae är en kirimojaväxtart som beskrevs av Laurentius 'Lars' Willem Chatrou och Welzenis. Mosannona garwoodiae ingår i släktet Mosannona och familjen kirimojaväxter. Inga underarter finns listade i Catalogue of Life.